# ズバリ言うわよ!
『ズバリ言うわよ!』（ズバリいうわよ!）は、2004年8月10日から2008年3月11日まで、TBS系列で火曜日の21:00 - 21:54に放送されていた人生相談バラエティ番組である。
不定期に再放送が行われている系列局もあった。

## 概要
- タッキー&翼の滝沢秀明が司会だったスポーツ番組『黄金筋肉』が低視聴率で2004年7月に通算10カ月で放送打ち切りとなったため、番組改編期でない8月という中途半端な時期に番組をスタートした。
- 前身番組は2003年秋の『史上最強の占いバトル細木数子VSウンナン!芸能人の運命メッタ斬りスペシャル』である。この『細木VSウンナン』特番はこの後4回（2004年1月9日、4月2日、7月4日）放送され、いずれも高視聴率だったためレギュラー化。『ズバリ言うわよ!』という番組名となり、司会はウッチャンナンチャンからくりぃむしちゅーへ変更された。
- 2006年12月まで不定期で『細木数子の六星占術スペシャル』が年に2〜3回程度で放映された。これも「ズバリ-」と同じスタッフによって制作された。
- 視聴率は主に細木のファンである中高年層の支持により同時間帯1位または2位と、比較的高水準で推移していたが、全体的に差別・偏見と取れる発言がなされることが非常に多い。細木は過去に番組内で「馬鹿野郎」を計6回言っていたり、くりぃむしちゅーのメンバー2人に対して敬称を付けず呼び捨てで呼び、2人に対しての二人称は「お前」など「正しい日本語を使うのが日本人の基本」と日頃から言っている細木の言動とは裏腹に言葉遣いが極めて悪い。ゲストの過去のエピソードを紹介するパネルの後、冗談半分でそれに関連する画像に細木の顔を加工し（ゲストが水着姿やダンスをしている光景などネタになりそうと判断されれば）パネルを見せると細木が怒って（これには細木も笑いながら楽しんでるようにも見受けられるが）そのパネルを取り上げて、パネルの紹介をした有田にパネルを使って叩くことが恒例となっている。しかし2007年7月3日の放送ではいつもの細木をからかうパネル紹介があったが、細木は「この前PTAの代表の親御さんから、『子供達が細木先生の真似をするから叩くのはやめて下さい!』って言われたから叩けないのよ」ともらしていた。
- 自分の気に入らない相手に対しては「〜しなければ地獄に墮ちる」などの発言が放送倫理・番組向上機構（BPO）に発言内容を痛烈に批判されたと報道されたことがある。

### 番組終了の経緯
- 細木が「テレビの仕事の充電を設けたい」「本業の仕事に専念する」とTBSに降板を申し入れたため、2008年3月までに番組が終了すると報道された[2]。その真相を2007年12月25日に告げており、2008年1月15日の番組内で公表した。またこの降板は、細木が出演していたフジテレビ系列『幸せって何だっけ 〜カズカズの宝話〜』でも同様となった。
- 最終回はこれまで番組内でやってきた名場面を細木・くりぃむしちゅー・滝沢の4人で振り返っていく手法で、最後は細木が視聴者へラストメッセージを贈り、スタッフが用意した花道で上記の出演者を見送った。なお、最終回の視聴率は17.0%であった。
- くりぃむしちゅーと滝沢は引き続き2008年4月15日開始の後継番組『大御所ジャパン!』にも継続出演した。しかし本番組とは対照的にそちら番組は低視聴率となり、約半年で打ち切られ、3人も同枠から降板した。
- 細木かおりのYOUTUBEチャンネルで、当番組のコンセプトを受け継いだ「細木かおりのズバリ言うわよ!」が不定期に製作されている。

## 出演者
- 細木数子（土星人+）
- くりぃむしちゅー
  - 上田晋也（火星人+）
  - 有田哲平（水星人-）
- 滝沢秀明（木星人+）
- 大塚芳忠（金星人+）（ナレーター）
- 山田美穂（木星人-）（ナレーター）

## 主なコーナー
運命のカルテ
初回から放送。まずゲストの「表年表」（60秒で分かる○○さんのすべて）を発表後、「スタジオの皆さん、ちょっと待っていただきたい。人生、表もあれば裏もある。このあと、○○さんの、知られざる歴史をご覧頂こう」というナレーション（このとき、出演者の写真と反転させた写真が映る）と共に、くりぃむしちゅーが現れる。「いやいやいやいやぁ～～」と言いながら二人が現れ、若干の小芝居を挟んでメインとなる。スタジオセットは天井に「ウンメイ」の文字、出演者の背後に能面も。1人目のゲストは山田花子。また「表年表」は初期の場合は60秒とは限らなかった。細木の顔写真を使った合成写真のフリップを有田が出し、激怒した細木がそのフリップで有田を叩くスタイルは恒例となっている。そのフリップの内容や細木の気分次第では、上田や滝沢、ゲストが叩かれることもある。（PTA関係から批判があったため、番組末期では叩く前に細木がカメラを見て「マネするんじゃないよ！」と言う）さらに、「なんだよ、タッキー（滝沢）!○○してみたいその顔は!」と有田の小芝居で、ゲストにちなんだミニ企画を行うのも恒例。
女100人 幸せ白書
男性芸能人ゲストと、芸能人10名を含めた女性100人をスタジオに迎え、女性100人によるトータライザーでアンケートも行い、真剣に女性の悩みについて細木がアドバイス。
元は2005年1月3日18:30 - 21:54(JST)に放送された拡大版『いつもよりズバリ言うわよ!新春スペシャル』で渡哲也を迎えて放送されたものがレギュラー化。なお、渡は、細木が激怒した発言に対し、細木に質問をしていた。2005年8月9日放送では女子高生100人・男性ゲストに女子高生を孫に持つ小野寺昭らを迎えて行った。この時は、細木が激怒しながら、「母親が悪い」と言ってしまったことから、批判を招く。2005年9月27日放送では、女子高生100人、男子高生100人、学校教師50人の3部構成で行われた。この時は泉谷しげるを迎えて行った。ところが、泉谷が女子高生100人の前で、多くの暴言を発言したため、細木が勝手に退席し、収録は1時間以上にわたってストップした。泉谷は、細木の楽屋に行き、撮影時の数々行動や暴言について謝罪、泉谷抜きで撮影を再開するが、2005年9月27日放送時、泉谷が出演した部分はカットされていた。なお、女子高生及び男子高生は、全員タレントの卵が出演している。
嫁入り前の常識スクール
2005年4月18日開始。10代から30代までの一般女性8人が「嫁入り修行」を細木の監督、助手の有田の進行のもと行う。上田や滝沢も、婿入り修行として一般女性たちと修行に参加。内容は裁縫や家事、料理など、毎回異なる修行が行われる。毎回、一般女性が課題に挑むものの、「はい、もう結構!」と細木に言われて不合格になってしまうのがほとんどである。一方、滝沢には極めて甘い評価になることが多く、場合によっては細木が課題の答えをこっそり教えてしまうこともある。コーナーの最後の締めでは、有田が「はい!まとめま〜す!○○（今日の課題）とは!」と言った後、細木の発言やギャグなどを使って終わることになっている。

### 終了したコーナー
細木探偵事務所
2006年11月7日から放送し、全4回。細木所長の元、テーマに沿った調査・鑑定を行う。くりぃむしちゅーは調査員。
数子の三者面談
2006年3月28日から放送し、全5回。細木が校長と上田が教頭、父親役が滝沢、母親役は有田になっていた。
芸人直談判
旬のお笑いタレントが自らの芸を行った後、悩みを告白。2004年8月に第1弾が放送し、2005年3月29日『いつもよりズバリ言うわよ!春の乱スペシャル』で第2弾が放送された。第3弾の2005年8月9日放送でレイザーラモンHGが直談判した際に細木が激怒し、番組開始以来初めて鑑定拒否即終了となったことがある（細木は以前『細木VSウンナン』時代にルー大柴を鑑定拒否しそうになったことがある。2005年8月14日に第3弾の後編を放送、なお、ルーに関してはその後2007年6月19日に運命のカルテに出演）。その他、モンキッキー（当時はおさる（細木は、「モンキッキ」と言っていた）や次長課長（当人たちは以前より改名を考えていた）の2組が改名を言い渡されている。
おしえてかずちゃん
2005年9月27日開始。細木を始めとする出演者と子供たちが昔の田舎の着物姿（有田はお地蔵さんに扮している）に扮し、子供達の疑問に細木が答える。子供たちの着付けや話し方が悪いと厳しく叱る。なお、滝沢だけはなぜかスーツ姿である。
細木数子お悩み相談所（→ワケあり相談所）
親と子の三者面談
運勢向上レッスン（※4回で終了）
また、初期には細木が料理を行うコーナーもあった。

## スペシャル
- 2004年9月28日 21:00 - 22:48
  - 2時間SP - 「いつもよりズバリ言うわよ!細木数子の特別プライベートレッスンスペシャル!!」
- 2005年1月3日 18:30 - 21:54
  - ゴールデンタイム3時間SP - 「いつもよりズバリ言うわよ!新春スペシャル」
- 2005年3月29日 18:55 - 21:48
  - ゴールデンタイム3時間SP - 「いつもよりズバリ言うわよ!春の乱スペシャル」
- 2005年8月9日 18:55 - 21:48
  - ゴールデンタイム3時間SP - 「いつもよりズバリ言うわよ!細木数子VS芸人軍団&女子高生100人怒涛の運命メッタ斬りスペシャル」
- 2005年9月27日 18:55 - 22:48
  - ゴールデンタイム4時間SP - 「いつもよりズバリ言うわよ!細木数子に今夜大逆襲!! 大物芸能人&女子高生&負け犬女が殴りこみ!!炎の4時間ぶち抜きスペシャル!!」
- 2006年1月3日 18:30 - 20:54
  - ゴールデンタイム2時間半SP - 「新春もズバリ言うわよ細木数子2006年大予言&超豪華スポーツ選手問答無用の運命メッタ斬りスペシャル」
- 2006年7月25日 21:00 - 22:48
  - 2時間SP - 「ズバリ言うわよ!夏祭り!!豪華有名人ブッタ斬りSP」
- 2006年10月3日 18:55 - 22:48
  - 4時間SP - 「ズバリ言うわよ! 炎の4時間メッタ斬りSP」
- 2007年1月2日 19:00 - 21:54
  - 3時間SP - 「新春もズバリ言うわよ!今夜復活!史上最強の占いバトル!超有名人1対1でメッタ斬りSP」
- 2007年3月27日 21:00 - 22:48
  - 2時間SP - 「ズバリ言うわよ!2週連続2時間スペシャル」
- 2007年4月3日 21:00 - 22:48
  - 2時間SP - ズバリ言うわよ!2週連続2時間スペシャル
- 2007年8月7日 21:00 - 22:48
  - 2時間SP - 「ズバリ言うわよ!SP」
- 2007年9月25日 21:00 - 22:48
  - 2時間SP - 「ズバリ言うわよ!SP」
- 2008年1月2日 21:00 - 23:54
  - 3時間SP - 「新春もズバリ言うわよ!SP」

（事実上、レギュラー期間内での最後のスペシャル版）

## エンディングテーマ
- 2004年8月10日 - 2006年1月3日「君の名を呼びたい」：滝沢秀明（タッキー&翼のシングル『Venus』に収録）
- 2006年1月17日 - 7月18日「Venus」：タッキー&翼
- 2006年7月25日 - 11月7日「Ho! サマー」：タッキー&翼
- 2006年11月14日 - 2007年4月3日「サヨナラの向こう」：タッキー&翼
- 2007年4月17日 - 9月11日「×〜ダメ〜」：タッキー&翼
- 2007年9月25日 - 最終回「SAMURAI」：タッキー&翼

## 視聴率について
- 平均視聴率 = 16.3%
- 最高視聴率 = 23.5%[3]

## PTAの評価
「親が子どもに見せたくない番組」第10位。

2006年度「子供とメディアに関する意識調査」で（日本PTA全国協議会主催）。

## スタッフ
- 構成：福原フトシ、桜井慎一、渡辺真也、金沢達也、藤谷弥生、武田郁之輔、成瀬正人、高松宏美
- テクニカルマネージャー：鳥井隆（以前はテクニカルプロデューサー）
- テクニカルディレクター：寺尾昭彦
- ビデオエンジニア：酒井克巨
- カメラマン：川井由紀男
- 音声：中村昌昭
- 照明：山下明弘
- 美術プロデューサー：西條貴子
- 美術デザイン：太田卓志
- 美術制作：宗次宏光
- 装置：高野勝之
- 大道具操作：牧ヶ谷純二
- 特殊装置：高橋出
- 装飾：深山健太郎
- アクリル装飾：近藤樹也
- 電飾：森田光俊
- メカシステム：庄子泰広
- 特殊効果：永岡昇
- 生花装飾：儀同博子
- 持道具：貞中照美
- 衣裳：軽石真央
- メイク：池田晋一朗
- 編集：遠藤数莞（遠藤毅⇒遠藤のい）、関美幸、大岡愛
- MA：村山巧
- 音響効果：大久保吉久（3×7）
- CG：小倉ヨシヒロ（VISION)
- タイムキーパー：野村佳乃子
- 番組宣伝：小山陽介
- デスク：石川素子
- リサーチ：奥村かね
- テロップデザイン：佐藤芙美
- アシスタントディレクター：高岡猛、梅野良祐、金澤賢史、松尾竜二、山﨑雅恵、菅沼絵美、亀山亮平、時松隆吉、大島圭司、増岡由子、芳野真也、山川誠、鹿児嶋毅
- アシスタントプロデューサー：飯沼美佐子、中村恵
- ディレクター：首藤光典、高橋研、北山孝、水野達也、石黒光典、藤原将人、宇野史子、神尾祐輔、井手比佐士、加藤学、高岡滋紀
- 総合演出：坂田栄治
- プロデューサー：中川通成、石橋孝之、山地孝英
- チーフプロデューサー：荒井昌也
- 技術協力：エヌ・エス・ティー、ティ・エル・シー、TAMCO、東通
- 協力：ジャニーズ事務所
- 制作協力：G-yama
- 制作：TBSテレビ（旧TBSエンタテインメント）
- 製作著作：TBS

### 過去のスタッフ
- 構成：しげたかずな
- テクニカルマネージャー：中澤健
- 美術プロデューサー：横井直行、池田全
- 装置：森田正樹
- 植木装飾：橋本由子
- 衣裳コーディネイト：橋本稔子（エルフ・エージェンシー）
- メイク：アートメイク・トキ
- ディレクター：中田三浩、永松近也
- プロデューサー：上原敏明、大松雅和

## ネット局
| 放送対象地域   | 放送局                    | 系列    | 放送期間                      | 放送曜日・放送時間 |
| -------------- | ------------------------- | ------- | ----------------------------- | ------------------ |
| 関東広域圏     | 東京放送（TBS）           | TBS系列 | 2004年8月10日 - 2008年3月11日 | 火曜 21:00 - 21:54 |
| 北海道         | 北海道放送（HBC）         | TBS系列 | 2004年8月10日 - 2008年3月11日 | 火曜 21:00 - 21:54 |
| 青森県         | 青森テレビ（ATV）         | TBS系列 | 2004年8月10日 - 2008年3月11日 | 火曜 21:00 - 21:54 |
| 岩手県         | IBC岩手放送（IBC）        | TBS系列 | 2004年8月10日 - 2008年3月11日 | 火曜 21:00 - 21:54 |
| 宮城県         | 東北放送（TBC）           | TBS系列 | 2004年8月10日 - 2008年3月11日 | 火曜 21:00 - 21:54 |
| 山形県         | テレビユー山形（TUY）     | TBS系列 | 2004年8月10日 - 2008年3月11日 | 火曜 21:00 - 21:54 |
| 福島県         | テレビユー福島（TUF）     | TBS系列 | 2004年8月10日 - 2008年3月11日 | 火曜 21:00 - 21:54 |
| 山梨県         | テレビ山梨（UTY）         | TBS系列 | 2004年8月10日 - 2008年3月11日 | 火曜 21:00 - 21:54 |
| 新潟県         | 新潟放送（BSN）           | TBS系列 | 2004年8月10日 - 2008年3月11日 | 火曜 21:00 - 21:54 |
| 長野県         | 信越放送（SBC）           | TBS系列 | 2004年8月10日 - 2008年3月11日 | 火曜 21:00 - 21:54 |
| 静岡県         | 静岡放送（SBS）           | TBS系列 | 2004年8月10日 - 2008年3月11日 | 火曜 21:00 - 21:54 |
| 富山県         | チューリップテレビ（TUT） | TBS系列 | 2004年8月10日 - 2008年3月11日 | 火曜 21:00 - 21:54 |
| 石川県         | 北陸放送（MRO）           | TBS系列 | 2004年8月10日 - 2008年3月11日 | 火曜 21:00 - 21:54 |
| 中京広域圏     | 中部日本放送（CBC）       | TBS系列 | 2004年8月10日 - 2008年3月11日 | 火曜 21:00 - 21:54 |
| 近畿広域圏     | 毎日放送（MBS）           | TBS系列 | 2004年8月10日 - 2008年3月11日 | 火曜 21:00 - 21:54 |
| 鳥取県・島根県 | 山陰放送（BSS）           | TBS系列 | 2004年8月10日 - 2008年3月11日 | 火曜 21:00 - 21:54 |
| 岡山県・香川県 | 山陽放送（RSK）           | TBS系列 | 2004年8月10日 - 2008年3月11日 | 火曜 21:00 - 21:54 |
| 広島県         | 中国放送（RCC）           | TBS系列 | 2004年8月10日 - 2008年3月11日 | 火曜 21:00 - 21:54 |
| 山口県         | テレビ山口（tys）         | TBS系列 | 2004年8月10日 - 2008年3月11日 | 火曜 21:00 - 21:54 |
| 愛媛県         | あいテレビ（ITV）         | TBS系列 | 2004年8月10日 - 2008年3月11日 | 火曜 21:00 - 21:54 |
| 高知県         | テレビ高知（KUTV）        | TBS系列 | 2004年8月10日 - 2008年3月11日 | 火曜 21:00 - 21:54 |
| 福岡県         | RKB毎日放送（RKB）        | TBS系列 | 2004年8月10日 - 2008年3月11日 | 火曜 21:00 - 21:54 |
| 長崎県         | 長崎放送（NBC）           | TBS系列 | 2004年8月10日 - 2008年3月11日 | 火曜 21:00 - 21:54 |
| 熊本県         | 熊本放送（RKK）           | TBS系列 | 2004年8月10日 - 2008年3月11日 | 火曜 21:00 - 21:54 |
| 大分県         | 大分放送（OBS）           | TBS系列 | 2004年8月10日 - 2008年3月11日 | 火曜 21:00 - 21:54 |
| 宮崎県         | 宮崎放送（MRT）           | TBS系列 | 2004年8月10日 - 2008年3月11日 | 火曜 21:00 - 21:54 |
| 鹿児島県       | 南日本放送（MBC）         | TBS系列 | 2004年8月10日 - 2008年3月11日 | 火曜 21:00 - 21:54 |
| 沖縄県         | 琉球放送（RBC）           | TBS系列 | 2004年8月10日 - 2008年3月11日 | 火曜 21:00 - 21:54 |